# Dún Laoghaire (kiesdistrict)
Dún Laoghaire is een kiesdistrict in de Republiek Ierland voor de verkiezing voor Dáil Éireann, het lagerhuis van het Ierse parlement. Het werd ingesteld bij de herindeling van kiesdistricten in 1977. Het kiest sinds de verkiezingen van 2011 4 leden voor Dáil Éireann, eerder waren dat 5. Het district ligt in Dún Laoghaire-Rathdown. 
In 2016 behaalde Fine Gael 3 zetels, waarvan er een automatisch toekwam aan de Ceann Comhairle, Seán Barrett. De vierde zetel ging naar BFP.

## Referendum
Bij het abortusreferendum in 2018 stemde in het kiesdistrict 77,1% van de opgekomen kiezers voor afschaffing van het abortusverbod in de grondwet. 